# انیسه وهاب
انیسه وهاب (به انگلیسی: Anisah Wahab), (زادهٔ ۱۹۵۷ - درگذشتهٔ ۱۸ آوریل ۲۰۱۰)، هنرپیشهٔ نامدار سینما و تئاتر و خواننده افغانستان بود. او در هفت سالگی کار تلویزیونی را به عنوان مجری برنامهٔ کودک در تلویزیون افغانستان آغاز کرد، و سپس کارش را در تلویزیون و تئاتر ادامه داد. انیسه وهاب در بیشترین نمایشنامه‌ها، فیلم‌های هنری، نمایشنامه‌های تلویزیونی و نمایش‌های رادیویی نقش‌های عمده را بازی کرده است.
نمایشنامه‌های او هنوز در روزهای عید و نوروز از شبکه‌های تلویزیونی افغانستان پخش می‌شود.

## زندگی‌نامه
انیسه وهاب در سال ۱۹۵۷ در محله شش درک شهر کابل در یک خانواده طبقه متوسط چشم به جهان گشود. او فرزند عبدالوهاب پوپل نواسهٔ (نبیرهٔ) برگیت عبدالغیاث پوپل بود. مادرش از نورستان و پدرش از کابل بود. انیسه دو خواهر و دو برادر داشت.
او در سن ۷ سالگی با تشویق برادرش، زمری غیاثی، به هنر و موسیقی روی آورد. در هفت سالگی کار تلویزیونی را به عنوان مجری برنامه کودک در تلویزیون افغانستان آغاز کرد. یک سال بعد، پس از ایفای نقش در نمایشنامه‌ای به نام «عاطفه»، برنده جایزه اول هنری سال شد. انیسه وهاب در آغاز کودکی در خانه کاکایش ژنرال عبدالطیف از بام پایین افتاد و صدمه مغزی برداشت، که او را از رشد طبیعی بازداشته بود و او از این ناحیه رنج داشت.
همزمان با کار در رادیو و برنامه کودک، او به آوازخوانی نیز پرداخت و به تعداد هفت پارچه آهنگ را ثبت رادیو افغانستان نمود. آهنگ‌هایی که وی اجرا کرد همه انتقادی و در باب بی‌عدالتی حکومت وقت بود که درد مردم را انعکاس می‌داد و ارگان‌های دولتی را مورد انتقاد قرار می‌داد. آهنگ «ژیگیلو» یکی از آهنگهای مشهور انتقادی انیسه وهاب بود که در آن دوران بر سر زبان‌ها بود.
دیری نگذشت که به هنر تئاتر روی آورد و به زودی صدها پارچه‌های تمثیلی را یکی پس از دیگری از طریق رادیو پخش کرد. وی در نمایشنامه‌ها، فیلم‌ها و تئاتر نقش‌های مثبت، منفی و کمدی را انجام می‌داد. وی پس از سالی چند تجربه بیاموخت و بعدها در کنار رادیو تلویزیون ملی، با رادیوهای بی‌بی‌سی، آزادی، و همبستگی نیز همکاری کرد.
پس از آن راه خود را با جدیت بیشتری در سینما و تئاتر افغانستان باز کرده و در بسیاری از نمایشنامه‌های تلویزیونی و فیلم‌های هنری، در نقش اصلی ظاهر شد. خانم وهاب فیلم «مجبور» و نمایشنامه‌های «خاله فالبینک» و «خاله قانغوزک» را در کارنامه هنری‌اش دارد. تا پیش از مرگ در ماه آوریل سال ۲۰۱۰ نیز با برنامه انتقادی «مربای مرچ» در رادیو آزادی همکاری می‌کرد.
انیسه وهاب در میان سایر زنان هنرمند افغان، در بیشترین نمایشنامه‌ها، فیلم‌های هنری، نمایشنامه‌های تلویزیونی و نمایش‌های رادیویی نقش‌های عمده را بازی کرده است.

## افتخارات
او در جریان عمر هنری خود، مدالها و تقدیر نامه‌های زیادی از داخل و خارج افغانستان بدست آورد. از جمله، جمهوری ازبکستان به او دیپلم عالی در رشته بازیگری تئاتر اهدا کرد و «مدال صداقت» «نشان افتخار» و لقب «هنرمند شایسته» را نیز از ارگانهای فرهنگی و هنری افغانستان بدست آورد. او همچنین به کشورهای تاجیکستان، ژاپن و آمریکا سفر کرده و در آنجا به هنرنمایی پرداخت.

## درگذشت
انیسه وهاب در ۱۸ آوریل ۲۰۱۰ چشم از جهان پوشید و او را در قبرستان قول آبچکان به خاک سپردند. وزارت اطلاعات و فرهنگ افغانستان مراسم ختم و فاتحه‌خوانی برای او برگزار کرد.